# 横川勇太郎
横川 勇太郎（よこがわ ゆうたろう）は、幕末の志士、剣客。武蔵国多摩郡横川村（現八王子市横川町）の人。教育者として知られる横川楳子は妹。

## 略歴
父高徳は八王子千人同心で、維新後は神奈川県第九学区取締、戸長を歴任した。祖先は戦国時代に八王子城主北条氏照に仕えたとされる。
若くして江戸に出て玄武館に入門し、父と同じく北辰一刀流を学ぶ。文久3年（1863年）玄武館塾頭の真田範之助や渋沢栄一らとともに高崎城奪取と横浜焼き討ちを計画（未発）。元治元年（1864年）真田らとともに天狗党の乱に呼応。真田は程なく鹿島に移って浪士組織の太平組に加わり幕府軍に敗戦しているが、自身は前後して真田と別れて帰郷し、以後は家職に従事している。慶応3年（1867年）幕府に千人同心のための修練施設設立を具申するも却下されている。維新後は病身だったようで、企図した私学校設立も未遂に終わっている。その病が癒えないまま明治12年（1879年）死去。